# Achatinella caesia
†Achatinella caesia là một loài ốc hô hấp trên cạn trong họ Achatinellidae. Đây là loài đặc hữu của Hoa Kỳ.